# Hadruroides tishqu
Espèce
Hadruroides tishqu est une espèce de scorpions de la famille des Caraboctonidae.

## Distribution
Cette espèce est endémique de la région d'Ancash au Pérou. Elle se rencontre sur l'île Santa (es) de 10 à 25 m d'altitude.

## Description
Le mâle holotype mesure 48,1 mm et la femelle paratype 57,9 mm, les mâles mesurent de 45,3 à 50,9 mm et les femelles de 49,1 à 57,9 mm.

## Publication originale
- Ochoa & Prendini, 2010 : The genus Hadruroides Pocock, 1893 (Scorpiones, Iuridae), in Peru : new records and descriptions of six new species. American Museum of Natural History, no 3687, p. 1-56 (texte intégral).